# Modelo de Debye
En la termodinámica y física del estado sólido, el modelo de Debye es un método desarrollado por Peter Debye en 1912 para la estimación de la contribución de los fonones al calor específico en un sólido. El modelo de Debye trata las vibraciones de la red atómica (calor) como fonones en una caja, en contraste con el modelo de Einstein, que representa a los sólidos como formados por muchos osciladores armónicos cuánticos no interactuantes entre sí. El modelo de Debye predice correctamente la dependencia a temperaturas bajas de la capacidad calorífica, que es proporcional a {\displaystyle T^{3}}. Al igual que el modelo de Einstein, también predice la ley de Dulong-Petit a altas temperaturas; sin embargo, debido a la simplicidad de los supuestos sobre los que se apoya, resulta deficiente a la hora de explicar los fenómenos observables a temperaturas intermedias.

## Desarrollo teórico
El modelo de Debye es un modelo de la física del estado sólido equivalente a la ley de Planck de la radiación del cuerpo negro, que trata la radiación electromagnética como un gas de fotones en una caja. El modelo de Debye trata las vibraciones atómicas como fonones en una caja (la caja es el sólido). La mayor parte del desarrollo teórico es idéntica.
Considérese un cubo de lado {\displaystyle L}. Del artículo partícula en una caja se sabe que la resonancia de los modos de las perturbaciones sonoras en el interior de la caja (considerando por ahora sólo los alineados con alguno de los ejes) tienen longitudes de onda dadas por:

{\displaystyle \lambda _{n}={2L \over n}\,,}

donde {\displaystyle n} es un entero. La energía de un fonón es:

{\displaystyle E_{n}\ =h\nu _{n}\,,}

donde {\displaystyle h} es la constante de Planck y {\displaystyle \nu _{n}} es la frecuencia del fonón. Se hace la aproximación de que la frecuencia es inversamente proporcional a la longitud de onda, de lo que resulta:

{\displaystyle E_{n}=h\nu _{n}={hc_{s} \over \lambda _{n}}={hc_{s}n \over 2L}\,,}

donde {\displaystyle c_{s}} es la velocidad del sonido en el sólido.
En tres dimensiones se emplea:

{\displaystyle E_{n}^{2}=E_{nx}^{2}+E_{ny}^{2}+E_{nz}^{2}=\left({hc_{s} \over 2L}\right)^{2}\left(n_{x}^{2}+n_{y}^{2}+n_{z}^{2}\right)\,.}

La aproximación de la frecuencia como inversamente proporcional a la longitud de onda (para una velocidad del sonido fija) funciona para fonones de baja energía, pero no para fonones de alta energía (véase el artículo sobre fonones ). Esta es una de las limitaciones del modelo, y corresponde a un fallo de las predicciones para temperaturas intermedias, mientras que tanto para bajas como para altas temperaturas son exactas.
Calcúlese ahora la energía total en la caja,

{\displaystyle U=\sum _{n}E_{n}\,{\bar {N}}(E_{n})\,,}

donde {\displaystyle {\bar {N}}(E_{n})} es el número de fonones en la caja con energía {\displaystyle E_{n}}. En otras palabras, el total de la energía es igual a la suma de la energía multiplicada por el número de fonones con esa energía (en una dimensión). En 3 dimensiones tenemos:

{\displaystyle U=\sum _{n_{x}}\sum _{n_{y}}\sum _{n_{z}}E_{n}\,{\bar {N}}(E_{n})\,.}

Aquí es donde el modelo de Debye y la ley de Planck de la radiación del cuerpo negro difieren. Al contrario de lo que pasa con la radiación electromagnética en una caja, existe un número finito de estados de energía posibles para los fonones, pues un fonón no puede tener frecuencia infinita. Su frecuencia está limitada por el medio por el que se propaga (la red atómica del sólido). Obsérvese la siguiente ilustración de un fonón propagándose transversalmente.
Es razonable asumir que la longitud de onda mínima de un fonón sea del doble de la separación entre átomos, como se observa en la figura inferior. Hay {\displaystyle N} átomos en un sólido. Nuestro sólido tiene forma cúbica, lo que significa que existen {\displaystyle {\sqrt[{3}]{N}}} átomos por lado. La separación entre átomos viene dada entonces por {\displaystyle L/{\sqrt[{3}]{N}}}, y la longitud de onda mínima será

{\displaystyle \lambda _{\rm {min}}={2L \over {\sqrt[{3}]{N}}}\,,}

tomando el modo de mayor orden {\displaystyle n} (que sería infinito en el caso de los fotones)

{\displaystyle n_{\rm {max}}={\sqrt[{3}]{N}}\,.}

Este es el límite superior para la triple sumatoria de la energía

{\displaystyle U=\sum _{n_{x}}^{\sqrt[{3}]{N}}\sum _{n_{y}}^{\sqrt[{3}]{N}}\sum _{n_{z}}^{\sqrt[{3}]{N}}E_{n}\,{\bar {N}}(E_{n})\,.}

Para funciones suaves y de variación lenta, la suma puede ser reemplazada por una integral (esto se conoce como aproximación de Thomas-Fermi)

{\displaystyle U\approx \int _{0}^{\sqrt[{3}]{N}}\int _{0}^{\sqrt[{3}]{N}}\int _{0}^{\sqrt[{3}]{N}}E(n)\,{\bar {N}}\left(E(n)\right)\,dn_{x}\,dn_{y}\,dn_{z}\,.}

Hasta el momento, no ha habido mención alguna a {\displaystyle {\bar {N}}(E)}, el número de fonones con energía {\displaystyle E\,.}. Los fonones obedecen la estadística de Bose-Einstein. Su distribución está dada por la famosa fórmula de Bose-Einstein

{\displaystyle \langle N\rangle _{BE}={1 \over e^{E/kT}-1}\,.}

Dado que un fonón tiene tres estados posibles de polarización (uno longitudinal y dos transversales que prácticamente no afectan a su energía) se ha de multiplicar la fórmula anterior por 3,

{\displaystyle {\bar {N}}(E)={3 \over e^{E/kT}-1}\,.}

En realidad se utiliza una velocidad sónica efectiva {\displaystyle c_{s}:=c_{\rm {eff}}}, es decir, que la temperatura de Debye {\displaystyle T_{d}} (ver más adelante) es proporcional a {\displaystyle c_{\rm {eff}}}. Más rigurosamente, {\displaystyle T_{D}^{-3}\propto c_{\rm {eff}}^{-3}:=(1/3)c_{\rm {long}}^{-3}+(2/3)c_{\rm {trans}}^{-3}}, donde se puede distinguir las contribuciones longitudinal y transversal a la velocidad del sonido (1/3 y 2/3 respectivamente). La temperatura de Debye o la velocidad efectiva del sonido es una medida de la dureza del cristal. 
Sustituyendo esto en la integral de la energía se llega a:

{\displaystyle U=\int _{0}^{\sqrt[{3}]{N}}\int _{0}^{\sqrt[{3}]{N}}\int _{0}^{\sqrt[{3}]{N}}E(n)\,{3 \over e^{E(n)/kT}-1}\,dn_{x}\,dn_{y}\,dn_{z}\,.}

La facilidad con que se evalúan estas integrales para fotones se debe al hecho de que la frecuencia de la luz, al menos semiclásicamente, es independiente. Como ilustra la figura anterior, esto no es cierto para fonones. Para aproximar esta integral triple, Debye utilizó coordenadas esféricas

{\displaystyle \ (n_{x},n_{y},n_{z})=(n\cos \theta \cos \phi ,n\cos \theta \sin \phi ,n\sin \theta )}

suponiendo valientemente que era lícito aproximar el cubo como una octava parte de esfera

{\displaystyle U\approx \int _{0}^{\pi /2}\int _{0}^{\pi /2}\int _{0}^{R}E(n)\,{3 \over e^{E(n)/kT}-1}n^{2}\sin \theta \,dn\,d\theta \,d\phi \,,}

donde {\displaystyle R} es el radio de esta esfera, que se halla manteniendo invariante el número de partículaes en el cubo y en el octavo de esfera. El volumen del cubo es igual a {\displaystyle N} volúmenes unitarios,

{\displaystyle N={1 \over 8}{4 \over 3}\pi R^{3}\,,}

y así se llega a:

{\displaystyle R={\sqrt[{3}]{6N \over \pi }}\,.}

La sustitución del dominio original por el esférico en la integral supone otra de las fuentes de error del modelo.
La integral de la energía se convierte en

{\displaystyle U={3\pi  \over 2}\int _{0}^{R}\,{hc_{s}n \over 2L}{n^{2} \over e^{hc_{s}n/2LkT}-1}\,dn}

haciendo el cambio el cambio de variable {\displaystyle x={hc_{s}n \over 2LkT}},

{\displaystyle U={3\pi  \over 2}kT\left({2LkT \over hc_{s}}\right)^{3}\int _{0}^{hc_{s}R/2LkT}{x^{3} \over e^{x}-1}\,dx}

Para simplificar el aspecto de esta expresión, defínase la temperatura de Debye {\displaystyle T_{D}} (un resumen de algunas de las constantes y variables dependientes del material):

{\displaystyle T_{D}\ {\stackrel {\mathrm {def} }{=}}\ {hc_{s}R \over 2Lk}={hc_{s} \over 2Lk}{\sqrt[{3}]{6N \over \pi }}={hc_{s} \over 2k}{\sqrt[{3}]{{6 \over \pi }{N \over V}}}}

Se llega así a la energía interna específica:

{\displaystyle {\frac {U}{Nk}}=9T\left({T \over T_{D}}\right)^{3}\int _{0}^{T_{D}/T}{x^{3} \over e^{x}-1}\,dx=3TD_{3}\left({T_{D} \over T}\right)\,,}

donde {\displaystyle D_{3}(x)} es la (tercera) función de Debye.
Derivando con respecto a {\displaystyle T} se obtiene la capacidad calorífica adimensional:

{\displaystyle {\frac {C_{V}}{Nk}}=9\left({T \over T_{D}}\right)^{3}\int _{0}^{T_{D}/T}{x^{4}e^{x} \over \left(e^{x}-1\right)^{2}}\,dx\,.}

Estas fórmulas tratan el modelo de Debye para todo el rango de temperaturas. Las fórmulas más elementales que se muestran más adelante se corresponden con el comportamiento asintótico en los límites de bajas y altas temperaturas. Como ya se ha mencionado, este comportamiento es exacto, a diferencia del comportamiento intermedio. La razón esencial para la exactitud en los rangos de bajas y altas temperaturas, respectivamente, es que el modelo de Debye da (i) la relación de dispersión correcta {\displaystyle E(\nu )} para frecuencias bajas, y (ii) corresponde exactamente a la regla de suma {\displaystyle (\int g(\nu )\,{\rm {d\nu }}\equiv 3N)\,,} sobre el número de vibraciones por intervalo de frecuencia.

## Desarrollo de Debye
A decir verdad, Debye llegó a estos resultados de una manera ligeramente diferente y más simple. Utilizando la Mecánica de sólidos deformables encontró que el número de estados vibracionales con una frecuencia inferior a un cierto valor tendía asintóticamente a

{\displaystyle n\sim {1 \over 3}\nu ^{3}VF\,,}

donde {\displaystyle V} es el volumen y {\displaystyle F} es un factor que se calcula a partir de los coeficientes de elasticidad y densidad. Combinando esto con la energía esperable de un oscilador armónico a temperatura {\displaystyle T} (ya empleado anteriormente por Einstein en su modelo del sólido) daría una energía de

{\displaystyle U=\int _{0}^{\infty }\,{h\nu ^{3}VF \over e^{h\nu /kT}-1}\,d\nu \,,}

si las frecuencias vibracionales continuasen hasta el infinito. Esta fórmula da el exponente 3 de la temperatura, que es el comportamiento correcto a bajas temperaturas. Debye se dio cuenta de que no podía haber más de {\displaystyle 3N} estados vibracionales para N átomos. Lanzó la hipótesis de que en un sólido atómico el espectro de frecuencias de los estados vibracionales seguiría la ley anterior hasta una frecuencia máxima {\displaystyle \nu _{m}} tal que el número total de los estados fuese {\displaystyle 3N}:

{\displaystyle 3N={1 \over 3}\nu _{m}^{3}VF\,.}

Debye sabía que este supuesto no era realmente correcto (las frecuencias más altas están más estrechamente espaciadas de lo que él asumió), pero esto garantizaba un buen comportamiento para altas temperaturas (ley de Dulong-Petit). La energía venía dada entonces por:

{\displaystyle U=\int _{0}^{\nu _{m}}\,{h\nu ^{3}VF \over e^{h\nu /kT}-1}\,d\nu \,,}
{\displaystyle =VFkT(kT/h)^{3}\int _{0}^{T_{D}/T}\,{x^{3} \over e^{x}-1}\,dx\,,}

donde {\displaystyle T_{D}} es {\displaystyle h\nu _{m}/k}.
{\displaystyle =9NkT(T/T_{D})^{3}\int _{0}^{T_{D}/T}\,{x^{3} \over e^{x}-1}\,dx\,,}
{\displaystyle =3NkTD_{3}(T_{D}/T)\,,}
donde {\displaystyle D_{3}} es la función que luego se llamó función de Debye de tercer orden.

## Límite de bajas temperaturas
La temperatura de un sólido de Debye se dice que es baja si {\displaystyle T\ll T_{D}}, lo que lleva a

{\displaystyle {\frac {C_{V}}{Nk}}\sim 9\left({T \over T_{D}}\right)^{3}\int _{0}^{\infty }{x^{4}e^{x} \over \left(e^{x}-1\right)^{2}}\,dx}

Esta integral puede ser evaluada exactamente:

{\displaystyle {\frac {C_{V}}{Nk}}\sim {12\pi ^{4} \over 5}\left({T \over T_{D}}\right)^{3}}

En el límite de bajas temperaturas, las limitaciones del modelo de Debye mencionadas anteriormente no se observan, y proporciona una relación correcta entre la capacidad calorífica (fonónica), la temperatura, los coeficientes elásticos y el volumen por átomo (las cantidades que están contenidas en la temperatura de Debye).

## Límite de altas temperaturas
La temperatura de un sólido de Debye se dice que es alta si {\displaystyle T>>T_{D}}. {\displaystyle e^{x}-1\approx x} si {\displaystyle |x|<<1}, nos lleva a

{\displaystyle {\frac {C_{V}}{Nk}}\sim 9\left({T \over T_{D}}\right)^{3}\int _{0}^{T_{D}/T}{x^{4} \over x^{2}}\,dx}

{\displaystyle {\frac {C_{V}}{Nk}}\sim 3\,.}

Esta es la ley de Dulong-Petit, y es bastante exacta a pesar de que no tiene en cuenta la anarmonicidad, que causa que la capacidad calorífica continúe aumentando. Para describir la capacidad calorífica del sólido, al hace referencia a un conductor o a un semiconductor, se debería tener en cuenta también la nada desdeñable contribución de los electrones.

## Debye contra Einstein

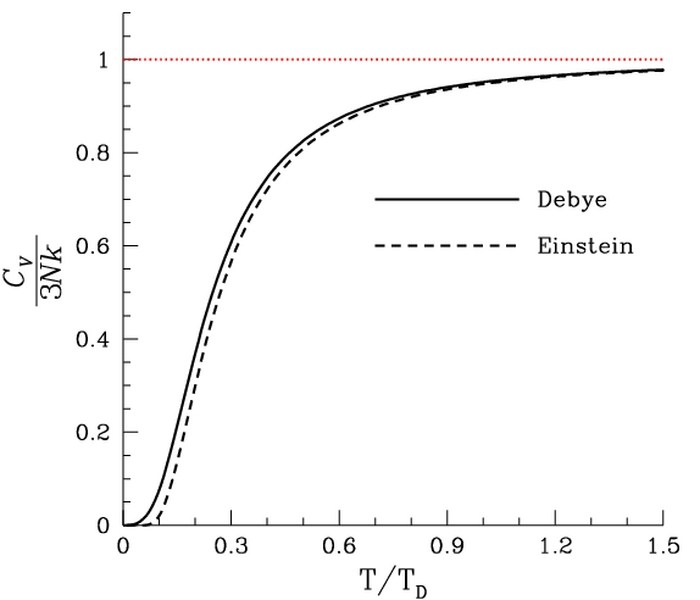
Debye vs. Einstein. Capacidad calorífica predicha como función de la temperatura.

¿Cuánto se ajustan realmente los modelos de Debye y Einstein a los hechos experimentales? Lo cierto es que sorprende mucho, pero Debye gana en la región de bajas temperaturas, pues Einstein no predice con exactitud el comportamiento de los sólidos en estas condiciones.
¿En qué difieren los modelos? Para contestar a esta pregunta uno tendería simplemente a comparar gráficamente ambos sobre las mismas variables y unidades... para darse cuenta a continuación de que no puede. Tanto el modelo de Einstein como el de Debye proporcionan una forma funcional para la capacidad calorífica. Son modelos, y ningún modelo es tal sin una escala. Una escala relaciona el modelo con su contraparte en el mundo real. Uno puede ver que la escala del modelo de Einstein, dada por

{\displaystyle C_{V}=3Nk\left({\epsilon  \over kT}\right)^{2}{e^{\epsilon /kT} \over \left(e^{\epsilon /kT}-1\right)^{2}}}

es {\displaystyle \epsilon /k}. Y la escala del modelo de Debye es {\displaystyle T_{D}}, la temperatura de Debye. Ambos suelen determinarse ajustando los modelos a los datos experimentales (La temperatura de Debye puede ser calculada teóricamente a partir de la velocidad del sonido y de las dimensiones del cristal). Dado que ambos métodos se aproximan al problema desde distintas direcciones y diferentes geometrías, las escalas de Debye y Einstein no son la misma, es decir,

{\displaystyle {\epsilon  \over k}\neq T_{D}\,,}

lo que significa que carece de sentido representarlas sobre el mismo conjunto de ejes coordenados. Ambos son modelos de lo mismo, pero sus escalas son distintas. Si se definiese una temperatura de Einstein como

{\displaystyle T_{E}\ {\stackrel {\mathrm {def} }{=}}\ {\epsilon  \over k}\,,}

entonces se podría decir:

{\displaystyle T_{E}\neq T_{D}\,,}

y, para relacionar ambas, se debería buscar la razón:

{\displaystyle {\frac {T_{E}}{T_{D}}}=?}

El sólido de Einstein está compuesto por osciladores armónicos cuánticos de frecuencia única {\displaystyle \epsilon =\hbar \omega =h\nu }. Esta frecuencia, si de hecho existiese, estaría relacionada con la velocidad del sonido en el sólido. Si uno imagina la propagación del sonido como una secuencia de átomos chocando los unos con los otros, se convierte en obvio que la frecuencia de oscilación debe de hecho corresponderse con la longitud de onda mínima soportable por la red, {\displaystyle \lambda _{min}}.

{\displaystyle \nu ={c_{s} \over \lambda }={c_{s}{\sqrt[{3}]{N}} \over 2L}={c_{s} \over 2}{\sqrt[{3}]{N \over V}}}

lo que hace la temperatura de Einstein:

{\displaystyle T_{E}={\epsilon  \over k}={h\nu  \over k}={hc_{s} \over 2k}{\sqrt[{3}]{N \over V}}\,,}

y la relación buscada resulta

{\displaystyle {T_{E} \over T_{D}}={\sqrt[{3}]{\pi  \over 6}}\,.}

Ahora ambos modelos pueden ser comparados sobre la misma gráfica. Nótese que este coeficiente es la raíz cúbica del cociente del volumen de un octante de una esfera tridimensional con el volumen del cubo que la contiene, que es justo el factor de corrección empleado por Debye para aproximar la integral de la energía.

## Tabla de temperaturas de Debye
Aun cuando el modelo de Debye no es completamente correcto, da una buena aproximación para la capacidad calorífica a bajas temperaturas de los sólidos cristalinos aislantes, donde otras contribuciones (como la debida a los electrones de la banda de conducción) son despreciables. Para metales, la contribución al calor específico de los electrones es proporcional a {\displaystyle T}, lo que hace que para bajas temperaturas esta contribución domine al {\displaystyle T^{3}} predicho por Debye como resultado de las oscilaciones de la red. En este caso, el modelo de Debye solo puede emplearse para aproximar la contribución de la red al calor específico. La siguiente tabla muestra las temperaturas de Debye para varias sustancias:
| Aluminio  | 428 K   |
| Cadmio    | 209 K   |
| Cromo     | 630 K   |
| Cobre     | 343.5 K |
| Oro       | 165 K   |
| Hierro    | 470 K   |
| Plomo     | 105 K   |
| Manganeso | 410 K   |
| Níquel    | 450 K   |
| Platino   | 240 K   |

| Silicio         | 645 K  |
| Plata           | 225 K  |
| Tántalo         | 240 K  |
| Estaño (blanco) | 200 K  |
| Titanio         | 420 K  |
| Wolframio       | 400 K  |
| Zinc            | 327 K  |
| Carbono         | 2230 K |
| Hielo           | 192 K  |